# Solenanthus circinnatus
Solenanthus circinnatus är en strävbladig växtart som beskrevs av Carl Friedrich von Ledebour. Solenanthus circinnatus ingår i släktet Solenanthus och familjen strävbladiga växter. Inga underarter finns listade i Catalogue of Life.